# Andra åldern
Den andra åldern är en ålder i J.R.R. Tolkiens berättelser om Midgård. Det är solens andra ålder i Midgård och börjar efter vredens krig där Morgoth besegras och fängslas i Tomrummet och avslutas när Sauron besegras vid belägringen av Barad-dûr. Detta berättas om i Silmarillion. I slutet av första åldern dränktes Beleriand i havet och Midgårds västkust flyttades österut.

## Tidslinje under den andra åldern
- 1: Mithlond, Grå hamnarna grundas av Círdan och Lindon grundas som det noldoranska konungadömet under Gil-galad.
- 32: Edain når Númenor, Elros kröns till första kungen.
- 40: Många dvärgar överger ruinerna Belegost och Nogrod i Blå Bergen och reser till Durins folk i Moria.
- 61: Vardamir Nólimon, Elros äldste son, föds.
- 192: Tar-Amandil föds.
- 222: Nolondil föds.
- 350: Tar-Elendil föds.
- 361: Eärendur föds.
- 442: Elros, även känd som Tar-Minyatur dör. Vardamir Nólimon tar över kronan men abdikerar snart. Tar-Amandil blir Númenors tredje kung.
- 500: Sauron återuppstår i Midgård.
- 521: Silmariën föds på Númenor, linjerna av herrarna av Andúnië splittras upp med linjerna av konungarna.
- 532: Isilmë, Silmariëns syster föds.
- 543: Meneldur, Silmariëns broder föds.
- 590: Tar-Elendil blir Númenors fjärde konung.
- 600: De första Númenoranska skeppen seglar till Midgård.
- 700: Anardil föds.
- 740: Tar-Meneldur blir Númenors fjärde kung.
- 750: noldor grundar riket Hollin nära Moria.
- 870: Anardil äktar Erendis.
- 873: Ancalimë föds.
- 875: Tar-Aldarion grundar Vinyalondë vid Enedwaiths kust i Midgård för att hugga träd och reparera hans skepp.
- 882: Anardil och Erendis separerar.
- 883: Tar-Aldarion blir Númenors sjätte kung.
- 985: Erendis dör genom att drunkna.
- Ca 1000: Sauron räds av númenoréanerna; han grundar riket Mordor i sydöstra Midgård och befäster det.
- 1050: Sauron börjar bygga Barad-dûr.
- 1075: Tar-Ancalimë blir den första drottningen av Númenor.
- 1200: Sauron bedrar de noldor i Hollin, men Gil-galad misstror honom; Númenoranerna börjar bygga permanenta hamnar i Midgård som vid Lond Daer, Umbar och andra platser.
- 1280: Tar-Anárion blir sjunde konungen av Númenor.
- 1350: Celeborn och Galadriel flyttar tillsammans med deras dotter Celebrían från Hollin till Lothlórien; Celebrimbor blir herre över Hollin.
- 1394: Tar-Súrion blir Númenors åttonde kung.
- 1500: Noldor under Celebrimbor blir instruerade av Sauron och börjar smida Maktens Ringar.
- 1566: Tar-Telperiën blir den andra drottningen att härska över Númenor.
- 1590: Maktens Ringar fullbordas.
- 1600: Sauron smider Härskarringen i Orodruin, Barad-dûr står färdigt; Celebrimbor börjar strida mot Sauron.
- 1693: Kriget mellan alverna och Sauron börjar, de tre ringarna göms undan.
- 1695: Elrond sänds till Hollin som Gil-galads löjtnant.
- 1697: Hollin ödeläggs, Elrond dras sig tillbaka och grundar fristaden Imladris (Vattnadal), Celebrimbor dör. Morias port stängs.
- 1699: Vattnadal och Lindon belägras.
- 1700: Minastir skickar en mäktig flotta till Lindon; Sauron besegras.
- 1701: Sauron fördrivs från Eriador och dess kuster; länderna i väst erhåller en lång fred.
- 1731: Tar-Minastir blir den elfte konungen av Númenor.
- 1800: Númenor börjar bygga bosättningar i Midgård. Sauron utvidgar sin makt i öster. En stor skugga täcker Nûmenor.
- 1869: Tar-Ciryatan blir Númenors tolfte konung.
- 2029: Tar-Atanamir den store blir Númenors trettonde konung men är fientlig till valar. Elendili eller ”de trogna” är fortfarande trogna alverna i hemlighet.
- 2221: Tar-Ancalimon blir Númenors fjortonde kung.
- 2251: Ringvålnaderna visar sig för första gången. Tar-Atanamir dör. Uppror och osämja bland númenoréanerna inleds.
- 2280: Umbar blir förstärkt av Númenoréanerna och görs till en stor befästning.
- 2350: Pelargir byggs av Elendili, som kom att bli en viktig hamnstad för númenoréanerna.
- 2637: Herucalmo tar tronen i Númenor och regerar som Tar-Anducal, dock räknas han inte som en av konungarna.
- 2899: Ar-Adûnakhôr tar Nûmenors tron.
- 2900: Det blir förbjudet i Númenor att lära ut alviska.
- 3119: Elendil föds.
- 3177: Tar-Palantir ångrar sig vilket resulterar i ett inbördeskrig på Númenor.
- 3209: Isildur föds.
- 3219: Anárion föds.
- 3243: Gimilkhâd dör, vid en ålder av 198 år.
- 3255: Ar-Pharazôn den gyllene gifter sig med sin kusin Míriel, dotter till Tar-Palantir och övertar tronen i Númenor.
- 3261: Ar-Pharazôn seglar till Midgård och landar i Umbar och tar Sauron tillfånga.
- 3262: Sauron tas som fånge till Númenor; mellan 3262 och 3310 börjar Sauron att korrumpera kungen och Númenoréanerna.
- 3265: Sauron blir konungens rådgivare.
- 3280: Isildur stjäl ett frö från Nimloth. Det Vita Trädet faller sönder och bränns sedan i Saurons tempel.
- 3300: Sauron etablerar sig som Överstepräst av Melkor, ”Mörkrets Herre”; Elendili blir öppet avrättade och offrade till Morgoth.
- 3310: På Saurons befallning börjar Ar-Pharazôn bygga hans enorma armada.
- 3318: Meneldil föds, Anárions fjärde man och den som föddes sist i Númenor.
- 3319: Ar-Pharazôn sätter sina fötter på Aman; världen ändras: Aman och Tol Eressëa förflyttas från Arda, Númenor dränks av havet och världen blir rund; Elendil och hans söner ankommer till Midgårds stränder.
- 3320: Grundandet av Gondor och Arnor av Elendil och hans söner, Isildur och Anárion; Umbar blir ett exilvälde av de Svarta Númenoréanerna. Sauron återvänder till Mordor.
- 3429: Sauron erövrar Minas Ithil och bränner det Vita Trädet; Isildur flyr till Arnor medan Anárion försvarar Minas Anor och Osgiliath.
- 3430: Den sista alliansen mellan människor och alver formas.
- 3434: Alliansens här går över Dimmiga bergen. Saurons styrkor besegras i slaget vid Dagorlad, belägringen av Barad-dûr inleds.
- 3440: Anárion blir dräpt.
- 3441: Elendil och Gil-galad krossar Sauron i en hand mot hand duell, men de båda dör på kuppen. Saurons fysiska form krossas. Isildur tar bitarna av hans faders svärd Narsil och hugger Härskarringen från Saurons finger. Efter detta krig lämnar många alver till Gil-galad Midgård och färdas till Valinor; slutet på de noldoranska rikena i Midgård.

Tredje åldern börjar.